# Bất đẳng thức Erdos-Mordell
Trong hình học phẳng, Bất đẳng thức Erdős–Mordell phát biểu rằng cho tam giác ABC bất kỳ và điểm P trong tam giác ABC, khi đó tổng khoảng cách từ điểm P đến ba đỉnh tam giác sẽ lớn hơn hai lần tổng khoảng cách từ điểm này đến ba cạnh tam giác. Bất đẳng thức này đặt tên theo Paul Erdős và Louis Mordell. Erdős (1935) đề xuất vấn đề; một chứng minh đưa ra bởi Mordell hai năm sau đó Mordell và D. F. Barrow (1937). Chứng minh đưa ra bởi Mordell là không sơ cấp. Sau đó rất nhiều chứng minh sơ cấp, đơn giản được đưa ra bởi Kazarinoff (1957), Bankoff (1958), và Alsina & Nelsen (2007).
Bất đẳng thức Barrow là một phiên bản mạnh của bất đẳng thức Erdős–Mordell phát biểu rằng tổng khoảng cách từ điểm P đến ba đỉnh tam giác ABC lớn hơn hai lần tổng các đường phân giác trong của các góc ∠APB, ∠BPC, và ∠CPA.

## Phát biểu

Bất đẳng thức Erdős–Mordell

Cho tam giác ABC, MLN là tam giác hình chiếu của P nên ba cạnh tam giác ABC khi đó:
{\displaystyle PA+PB+PC\geq 2(PL+PM+PN)}

## Một phiên bản mạnh khác
Cho tam giác ABC nội tiếp đường tròn (O) và P là điểm nằm trong tam giác ABC. Gọi D, E, F là hình chiếu của P xuống ba cạnh BC, CA, AB. Và M, N, Q là hình chiếu của P lên các tiếp tuyến của (O) tại  A, B, C, thì:
{\displaystyle PM+PN+PQ\geq 2(PD+PE+PF)}
Đẳng thức xảy ra khi và chỉ khi tam giác ABC đều (Dao, Nguyen & Pham 2016; Marinescu & Monea 2017)

## Tổng quát
Cho đa giác lồi {\displaystyle A_{1}A_{2}...A_{n}}, và {\displaystyle P} là điểm trong đa giác {\displaystyle A_{1}A_{2}...A_{n}}. Gọi {\displaystyle R_{i}} là khoảng cách từ {\displaystyle P} tới đỉnh {\displaystyle A_{i}}, {\displaystyle r_{i}} là độ dài đoạn thẳng phân giác góc {\displaystyle \angle A_{i}PA_{i+1}} tính từ điểm P giao với cạnh {\displaystyle A_{i}A_{i+1}} và {\displaystyle r_{i}} là khoảng từ {\displaystyle P} tới hình chiếu của P trên cạnh {\displaystyle A_{i}A_{i+1}}, thì (Lenhard 1961)
{\displaystyle \sum _{i=1}^{n}R_{i}\geq \left(\sec {\frac {\pi }{n}}\right)\sum _{i=1}^{n}r_{i}}